# پارک آبی

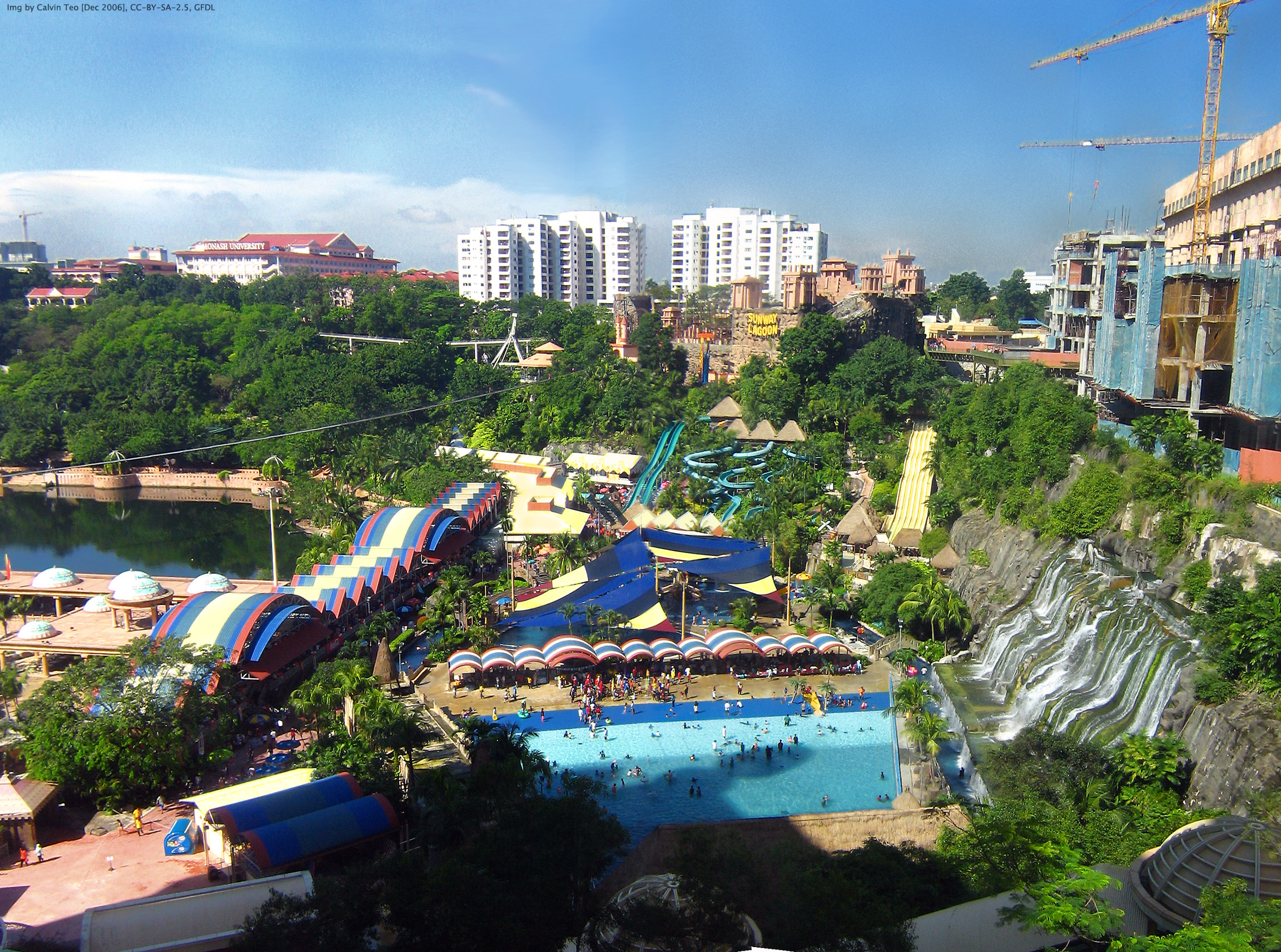
یک پارک آبی در مالزی

پارک آبی یک پارک تفریحی است که از ابزارهای سرگرم‌کننده و بازی‌های آبی یا رایدهایی مانند سرسره آبی، رودخانه تنبل، حمام تفریحی، استخر، استخر موج، سونا و سرسره‌های سقوط آزاد و غیره تشکیل شده‌است. در بعضی از پارک‌های آبی با ایجاد موج‌های مصنوعی امکان موج سواری را نیز مهیا کرده‌اند.

## تکامل پارک‌های آبی
محبوبیت پارک‌های آبی از زمان معرفی آن یعنی اواخر سال ۱۹۴۰ بر می‌‌گردد. کشور ایالات متحده آمریکا با بیش از هزار پارک آبی و ده‌ها پارک جدید در هر سال بیشترین تعداد پارک‌های آبی را داراست. پارک‌های آبی همچنین عمدتا به دو دسته روباز و سربسته یا سالنی تقسیم می‌شوند. پارک‌های آبی روباز معمولاً در نقاط گرمسیری و استوایی بازگشایی می‌شوند و پارک‌های سالنی در نقاط شهری بیشتر دیده می‌شوند. در حال حاضر بزرگ‌ترین پارک آبی روباز جهان در شهر ویسکانسین آمریکا قرار دارد. این پارک آبی کشتی نوح یا Noah's Ark نام دارد و بیش از 51 یک سرسره و راید مختلف دارد. همچنین در ایران نیز بزرگ‌ترین پارک آبی روباز در جزیره کیش واقع شده‌است و تم پارک آبی اوشن نام دارد. این پارک با 6 هکتار وسعت و بیش از 14 راید مختلف بزرگ‌ترین پارک آبی روباز ایران محسوب می‌شود.
سازمان‌های مهم در این حوزه IAAPA (انجمن بین‌المللی پارک‌های سرگرمی و جاذبه) و WWA (انجمن جهانی پارک آبی) هستند که با برگزاری نمایشگاه‌های سالانه محصولات و رایدهای جدید تولیدکنندگان مختلف را به معرض نمایش می گذارند.

## نگارخانه

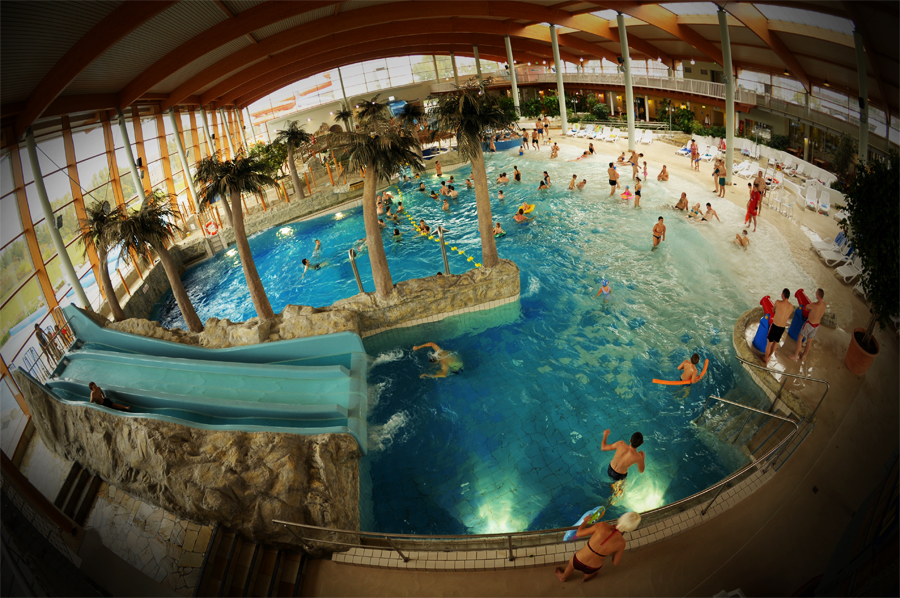
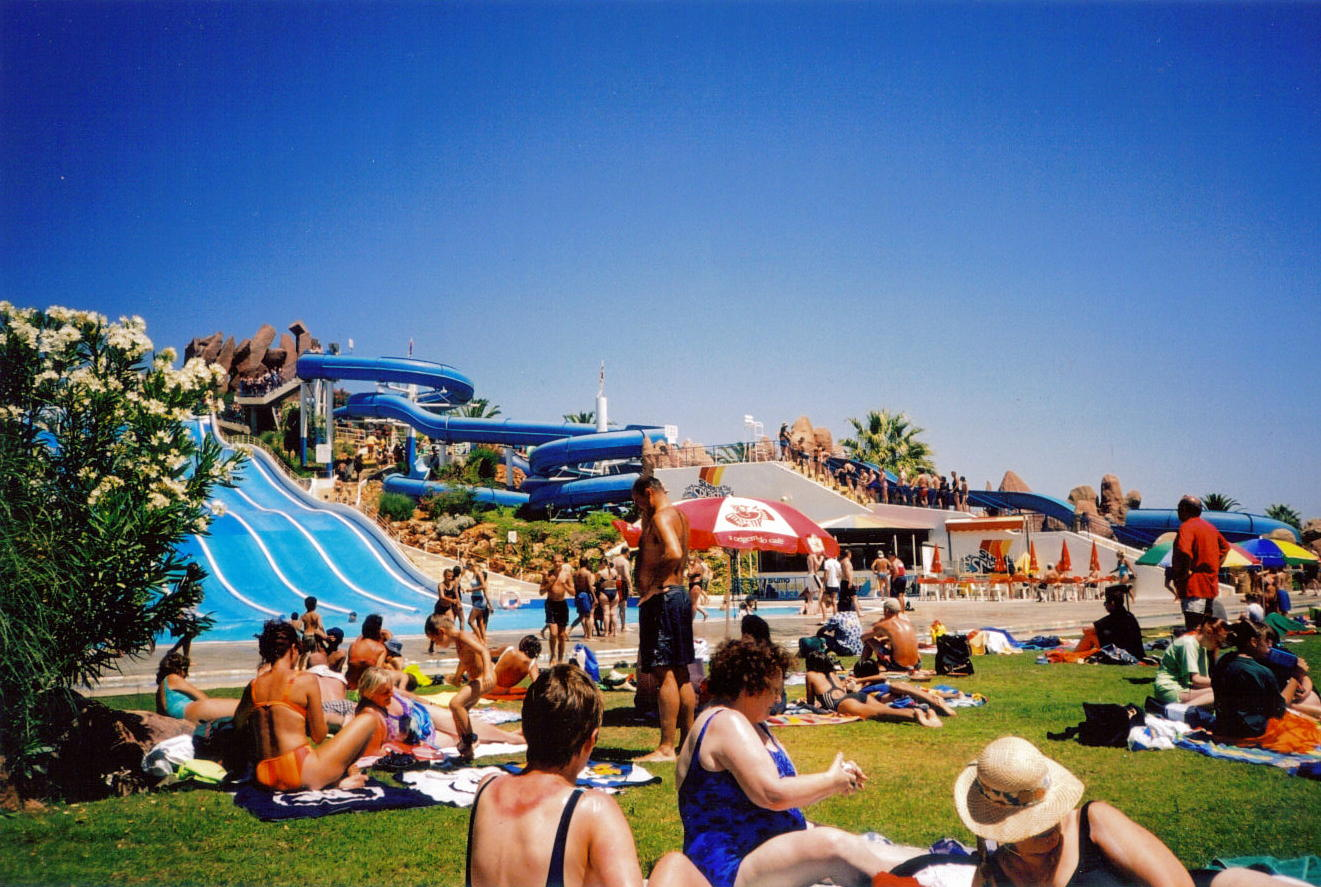
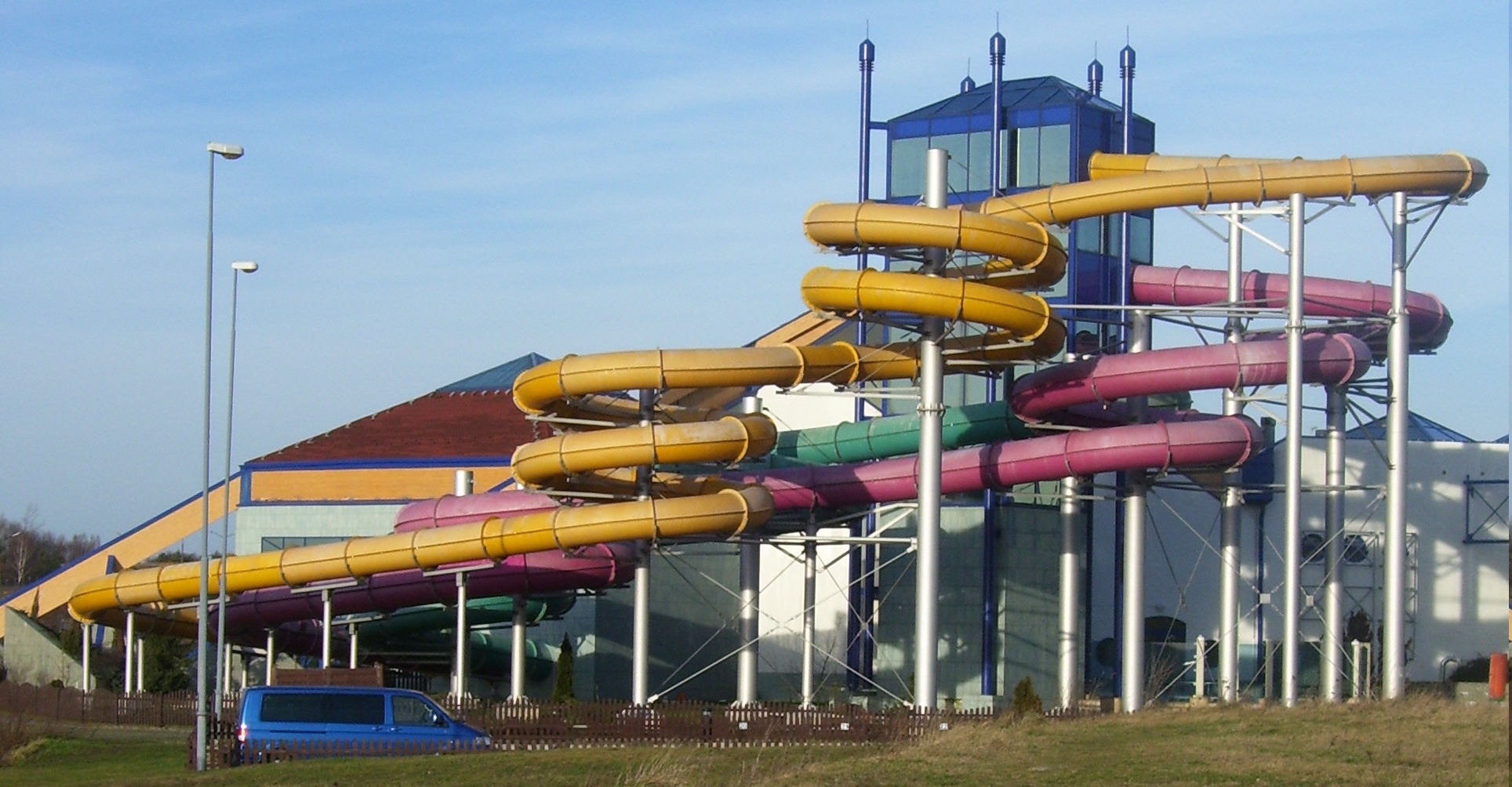
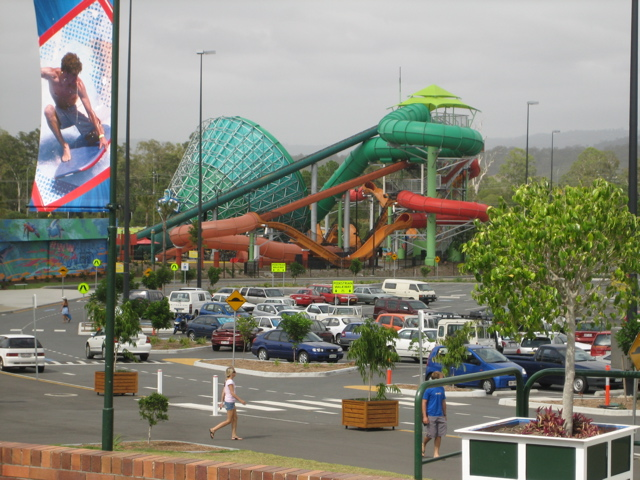
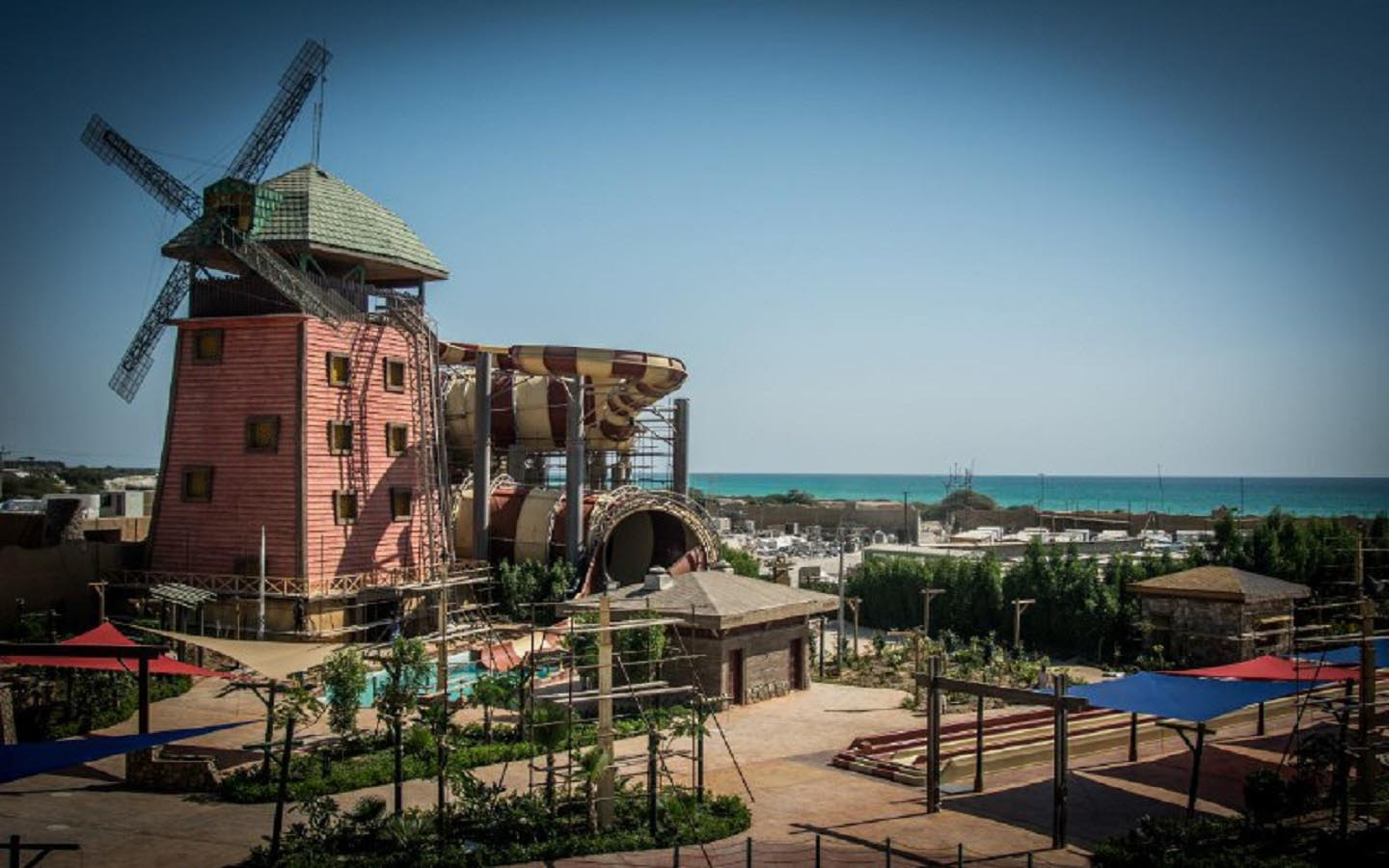